# Austrosynapha
Austrosynapha är ett släkte av tvåvingar. Austrosynapha ingår i familjen svampmyggor.

## Dottertaxa tillAustrosynapha, i alfabetisk ordning[1]
- Austrosynapha andina
- Austrosynapha apicalis
- Austrosynapha argentinensis
- Austrosynapha bejaranoi
- Austrosynapha bidentata
- Austrosynapha cawthroni
- Austrosynapha chilena
- Austrosynapha claripennis
- Austrosynapha cornuta
- Austrosynapha cuzquena
- Austrosynapha dentata
- Austrosynapha distincta
- Austrosynapha erecta
- Austrosynapha filicauda
- Austrosynapha forcipata
- Austrosynapha freemani
- Austrosynapha furcata
- Austrosynapha givoffi
- Austrosynapha gracilis
- Austrosynapha hirta
- Austrosynapha ibarrai
- Austrosynapha lamellata
- Austrosynapha martinezi
- Austrosynapha naumanni
- Austrosynapha neuquina
- Austrosynapha parva
- Austrosynapha paulistana
- Austrosynapha penai
- Austrosynapha peruana
- Austrosynapha proseni
- Austrosynapha pseudolamellata
- Austrosynapha pseudoreducta
- Austrosynapha pulchella
- Austrosynapha quadrisetosa
- Austrosynapha reducta
- Austrosynapha rossi
- Austrosynapha schajovskoyi
- Austrosynapha sergioi
- Austrosynapha similis
- Austrosynapha souzai
- Austrosynapha spinata
- Austrosynapha spinifera
- Austrosynapha truncata
- Austrosynapha unguiculata
- Austrosynapha vockerothi
- Austrosynapha yivoffi